# Hronovce
Hronovce jsou obec na Slovensku v okrese Levice. Žije v nich přibližně 1 500 obyvatel. Rozloha obce činí 30,96 km².

## Historie
Obec vznikla v roce 1968 sloučením obcí:
- Čajakovo, do roku 1948 Lekýr (maďarsky Lekér)[3] – první písemná zmínka pochází z roku 1256[4]
- Domaša, v letech 1945 až 1948 Damaša (Damásd, Garamdamásd)[3] – první písemná zmínka pochází z roku 1239[4]
- Vozokany nad Hronom (Garamvezekény)[3] – první písemná zmínka pochází z roku 1240[4]

## Přírodní poměry
V katastrálním území Vozokany nad Hronom leží přírodní rezervace Vozokánsky luh.